# Hasmark Kirke
Hasmark Kirke er en af de to kirker i Norup Sogn. Den ligger i landsbyen Hasmark nær Enebærodden på Nordfyn.
Kirken er opført efter tegninger af arkitekt Emil Schwanenflügel, Odense, og indviet 27. november 1892. Den blev bygget som filialkirke til Norup Kirke for at styrke betjeningen af sognets østlige del.

## Bygning
Kirken er opført i nyromansk stil og står mere eller mindre i sin oprindelige udformning. Den består af et skib med svage fremspring, der giver karakter af en korskirke, et kor med jævnbred apside og et tårn med fremskudt vestportal.

## Inventar
Inventaret stammer hovedsagelig fra kirkens opførelse 1892 og er tegnet af arkitekten, Schwanenflügel. Døbefonten er imidlertid betydelig ældre, idet man har genanvendt fonten fra den 1555 nedrevne Egense Kirke (Norup Sogn). Der er tale om en Gotlandsk bægerbladsfont fra 1200-tallet, hvis kumme imidlertid er blevet skåret ned og siden fornyet i dens trunkerede form. Dette var nødvendigt, fordi fonten igennem århundreder havde stået i haven ved den gamle præstegård i Egense, hvor den i 1800-tallet havde tjent som fuglebad.
Af nyere inventar kan nævnes Jette Nevers' billedtæppe, der blev opsat 1992 i anledning af kirkens 100-årsjubilæum, og klokken fra 1978, der er støbt af Petit & Fritsen, Nederlandene. Den gamle klokke blev 1991 skænket til St. James Anglican Church, Obiangwu, Nigeria.

## Eksterne kilder og henvisninger
- Wikimedia Commons har flere filer relateret til Hasmark Kirke
- Hasmark Kirke hos KortTilKirken.dk
- Hasmark Kirke hos danmarkskirker.natmus.dk (Danmarks Kirker, Nationalmuseet)